# La Voivre (Wogezy)
Voivre – miejscowość i gmina we Francji, w regionie Grand Est, w departamencie Wogezy.
Według danych na rok 1990 gminę zamieszkiwały 662 osoby, a gęstość zaludnienia wynosiła 113 osób/km² (wśród 2335 gmin Lotaryngii Voivre plasuje się na 505. miejscu pod względem liczby ludności, natomiast pod względem powierzchni na miejscu 933.).